# ツルマルレオン
ツルマルレオン（欧字名:Tsurumaru Leon、2008年4月30日 - 不明）は、日本の競走馬。主な勝ち鞍は2013年の北九州記念。
馬名の由来は、冠名＋人名。
半弟に、2015年の小倉2歳ステークスと2016年の阪神カップを勝利したシュウジがいる。

## 経歴

### 2歳・3歳（2010年・2011年）
2010年10月9日、京都競馬場5レースの2歳新馬戦（芝1800m）でデビューし、のちにジャパンカップダートを勝利するベルシャザールの3着。4戦目となった12月18日の阪神競馬場・2歳未勝利戦で初勝利を収めた。
3歳シーズンは格上挑戦で1月9日のシンザン記念より始動し7着。その後、3月の3歳500万下と4月の橘ステークスを連勝しオープン入りした。6月12日、2度目の重賞挑戦でCBC賞に出走。2番人気に支持されたが、後方からの追い込みが届かず8着に敗れた。さらにレース後には右ひざ骨折が判明し、シーズン後半は全休した。

### 4歳（2012年）
1月28日のシルクロードステークスより始動。16頭中12番人気とあまり期待されていなかったが、後方3番手から直線一気の豪脚で前方集団に迫り、ロードカナロアから0.4秒差の4着に好走した。3月のオーシャンステークスは6着、GI初挑戦となった高松宮記念は13着に大敗した。
6月の降級後、条件クラスで2勝しオープン再昇格。

### 5歳・6歳（2013年・2014年）
5歳シーズンは3月2日のオーシャンステークスより始動。後方2番手に控えて脚をため、直線で上り最速の脚を繰り出し重賞では初の馬券圏内となる3着に好走した。次走の高松宮記念は12着完敗。8月18日の北九州記念は道中は中団を追走し、4コーナーで鞍上の小牧太がステッキを落とすアクシデントに見舞われたが、直線外から鋭く脚を伸ばし他馬を一気に差し切りゴール。重賞挑戦9度目で念願の初優勝を果たした。しかしレース後に屈腱炎を発症。全治9か月以上と診断され、宮崎県の宮崎ステーブルに放牧に出された。
休養から約1年後、連覇がかかっていた8月24日の北九州記念で復帰したが、10着に沈んだ。結果的にこのレースがラストランとなり、10月9日付で競走馬登録を抹消され引退した。

### 引退後
引退後、鹿児島県霧島市の霧島高原乗馬クラブで乗馬となった。しかし2019年4月時点で全国乗馬倶楽部振興協会が公表している乗用馬名簿に記載がなく、功労馬繋養展示事業の対象にもなっておらず行方不明の状況にある。

## 競走成績
以下の内容は、JBISサーチおよびnetkeiba.comに基づく。
| 競走日     | 競馬場 | 競走名            | 格       | 距離（馬場）  | 頭 数 | 枠 番 | 馬 番 | オッズ （人気） | 着順 | タイム （上り3F） | 着差 | 騎手          | 斤量 [kg] | 1着馬（2着馬）         | 馬体重 [kg] |
| ---------- | ------ | ----------------- | -------- | ------------- | ----- | ----- | ----- | --------------- | ---- | ----------------- | ---- | ------------- | --------- | ---------------------- | ----------- |
| 2010.10.09 | 京都   | 2歳新馬           |          | 芝1800m（重） | 8     | 8     | 8     | 006.50（4人）   | 03着 | R1:56.1（35.3）   | -0.1 | 0小牧太       | 55        | ベルシャザール         | 498         |
| 0000.11.07 | 京都   | 2歳未勝利         |          | 芝1600m（良） | 13    | 2     | 2     | 003.80（2人）   | 03着 | R1:35.6（35.9）   | -0.2 | 0武豊         | 55        | レッドデイヴィス       | 506         |
| 0000.11.28 | 京都   | 2歳未勝利         |          | 芝1400m（良） | 18    | 7     | 14    | 003.80（2人）   | 02着 | R1:22.9（34.8）   | -0.2 | 0小牧太       | 55        | クリアンサス           | 510         |
| 0000.12.18 | 阪神   | 2歳未勝利         |          | 芝1400m（良） | 18    | 8     | 17    | 002.10（1人）   | 01着 | R1:21.4（34.6）   | -0.7 | 0小牧太       | 55        | （ベローチェベリーニ） | 508         |
| 2011.01.09 | 京都   | シンザン記念      | GIII     | 芝1600m（良） | 16    | 7     | 14    | 012.40（5人）   | 07着 | R1:35.1（35.1）   | -1.1 | 0藤田伸二     | 56        | レッドデイヴィス       | 508         |
| 0000.03.26 | 阪神   | 3歳500万下        |          | 芝1200m（良） | 16    | 1     | 1     | 002.60（1人）   | 01着 | 01:09.4（34.0）   | -0.5 | 0小牧太       | 56        | （ベリアル）           | 500         |
| 0000.04.24 | 京都   | 橘S               | OP       | 芝1400m（稍） | 18    | 7     | 15    | 003.50（1人）   | 01着 | 01:22.0（34.6）   | -0.1 | 0小牧太       | 56        | （ミヤジエムジェイ）   | 500         |
| 0000.05.14 | 京都   | 葵S               | OP       | 芝1200m（良） | 14    | 5     | 7     | 003.20（2人）   | 08着 | 01:09.9（34.3）   | -0.6 | 0安藤勝己     | 57        | ロードカナロア         | 506         |
| 0000.06.12 | 阪神   | CBC賞             | GIII     | 芝1200m（良） | 16    | 7     | 13    | 005.10（2人）   | 08着 | R1:08.8（34.0）   | -0.7 | 0小牧太       | 52        | ダッシャーゴーゴー     | 510         |
| 2012.01.28 | 京都   | シルクロードS     | GIII     | 芝1200m（良） | 16    | 8     | 15    | 120.6（12人）   | 04着 | 01:08.7（33.6）   | -0.4 | 0四位洋文     | 55        | ロードカナロア         | 522         |
| 0000.03.03 | 中山   | オーシャンS       | GIII     | 芝1200m（重） | 16    | 2     | 4     | 013.60（6人）   | 06着 | 01:09.7（35.3）   | -0.5 | 0後藤浩輝     | 56        | ワンカラット           | 506         |
| 0000.03.25 | 中京   | 高松宮記念        | GI       | 芝1200m（良） | 18    | 4     | 8     | 060.6（11人）   | 13着 | 01:11.1（35.4）   | -0.8 | 0小牧太       | 57        | カレンチャン           | 520         |
| 0000.06.24 | 阪神   | 皆生特別          | 1000万下 | 芝1400m（良） | 15    | 2     | 4     | 003.20（1人）   | 01着 | 01:21.4（34.3）   | -0.0 | 0小牧太       | 57        | （ラトルスネーク）     | 508         |
| 0000.07.21 | 中京   | 飛騨S             | 1600万下 | 芝1400m（稍） | 18    | 8     | 16    | 003.90（1人）   | 02着 | R1:22.3（35.6）   | -0.1 | 0小牧太       | 58        | ウインドジャズ         | 510         |
| 0000.08.19 | 小倉   | 北九州記念        | GIII     | 芝1200m（良） | 18    | 1     | 1     | 011.10（7人）   | 10着 | R1:07.4（34.3）   | -0.5 | 0小牧太       | 55        | スギノエンデバー       | 502         |
| 0000.09.01 | 小倉   | 北九州短距離S     | 1600万下 | 芝1200m（良） | 16    | 7     | 13    | 004.30（3人）   | 01着 | 01:07.3（33.6）   | -0.0 | 0北村友一     | 57        | （オーシャンカレント） | 510         |
| 0000.10.07 | 京都   | オパールS         | OP       | 芝1200m（良） | 15    | 8     | 15    | 013.40（6人）   | 05着 | R1:08.2（33.1）   | -0.1 | 0川須栄彦     | 56        | テイエムオオタカ       | 512         |
| 0000.11.03 | 京都   | 京洛S             | OP       | 芝1200m（良） | 16    | 2     | 4     | 003.30（2人）   | 04着 | R1:08.1（33.0）   | -0.2 | 0M.デムーロ   | 55        | サドンストーム         | 514         |
| 2013.03.02 | 中山   | オーシャンS       | GIII     | 芝1200m（良） | 16    | 7     | 13    | 021.50（7人）   | 03着 | R1:08.8（34.3）   | -0.3 | 0戸崎圭太     | 56        | サクラゴスペル         | 510         |
| 0000.03.24 | 中京   | 高松宮記念        | GI       | 芝1200m（良） | 17    | 4     | 7     | 056.70（8人）   | 12着 | R1:08.8（34.1）   | -0.7 | 0D.バルジュー | 57        | ロードカナロア         | 514         |
| 0000.07.14 | 福島   | バーデンバーデンC | OP       | 芝1200m（稍） | 16    | 6     | 12    | 005.60（3人）   | 08着 | R1:11.1（35.8）   | -0.6 | 0戸崎圭太     | 55        | マイネルエテルネル     | 510         |
| 0000.08.18 | 小倉   | 北九州記念        | GIII     | 芝1200m（良） | 15    | 4     | 7     | 010.20（6人）   | 01着 | R1:06.7（33.4）   | -0.1 | 0小牧太       | 55        | （ニンジャ）           | 516         |
| 2014.08.24 | 小倉   | 北九州記念        | GIII     | 芝1200m（良） | 18    | 2     | 3     | 049.3（16人）   | 10着 | R1:08.1（33.8）   | -0.6 | 0小牧太       | 57        | リトルゲルダ           | 518         |

## 血統表
| ツルマルレオンの血統      | ツルマルレオンの血統                                 | ツルマルレオンの血統                                 | （血統表の出典）                                     | （血統表の出典） |
| 父系                      | サンデーサイレンス系                                 | サンデーサイレンス系                                 | サンデーサイレンス系                                 |                  |
| 父 ハーツクライ 鹿毛 2001 | 父の父*サンデーサイレンス 青鹿毛 1986                | Halo                                                 | Hail to Reason                                       | Hail to Reason   |
| 父 ハーツクライ 鹿毛 2001 | 父の父*サンデーサイレンス 青鹿毛 1986                | Halo                                                 | Cosmah                                               |                  |
| 父 ハーツクライ 鹿毛 2001 | 父の父*サンデーサイレンス 青鹿毛 1986                | Wishing Well                                         | Understanding                                        | Understanding    |
| 父 ハーツクライ 鹿毛 2001 | 父の父*サンデーサイレンス 青鹿毛 1986                | Wishing Well                                         | Mountain Flower                                      |                  |
| 父 ハーツクライ 鹿毛 2001 | 父の母アイリッシュダンス 鹿毛 1990                   | *トニービン                                          | *カンパラ                                            | *カンパラ        |
| 父 ハーツクライ 鹿毛 2001 | 父の母アイリッシュダンス 鹿毛 1990                   | *トニービン                                          | Severn Bridge                                        |                  |
| 父 ハーツクライ 鹿毛 2001 | 父の母アイリッシュダンス 鹿毛 1990                   | *ビューパーダンス                                    | Lyphard                                              | Lyphard          |
| 父 ハーツクライ 鹿毛 2001 | 父の母アイリッシュダンス 鹿毛 1990                   | *ビューパーダンス                                    | My Bupers                                            |                  |
| 母 *カストリア 鹿毛 2001  | 母の父Kingmambo 鹿毛 1990                            | Mr. Prospector                                       | Raise a Native                                       | Raise a Native   |
| 母 *カストリア 鹿毛 2001  | 母の父Kingmambo 鹿毛 1990                            | Mr. Prospector                                       | Gold Digger                                          |                  |
| 母 *カストリア 鹿毛 2001  | 母の父Kingmambo 鹿毛 1990                            | Miesque                                              | Nureyev                                              | Nureyev          |
| 母 *カストリア 鹿毛 2001  | 母の父Kingmambo 鹿毛 1990                            | Miesque                                              | Pasadoble                                            |                  |
| 母 *カストリア 鹿毛 2001  | 母の母More Silver 鹿毛 1994                          | Silver Hawk                                          | Roberto                                              | Roberto          |
| 母 *カストリア 鹿毛 2001  | 母の母More Silver 鹿毛 1994                          | Silver Hawk                                          | Gris Vitesse                                         |                  |
| 母 *カストリア 鹿毛 2001  | 母の母More Silver 鹿毛 1994                          | Dancing Lt.                                          | San Feliou                                           | San Feliou       |
| 母 *カストリア 鹿毛 2001  | 母の母More Silver 鹿毛 1994                          | Dancing Lt.                                          | Girl Lt.                                             |                  |
| 母系(F-No.)               | カストリア(USA)系(FN:3-j)                            | カストリア(USA)系(FN:3-j)                            | カストリア(USA)系(FN:3-j)                            | [ § 2 ]          |
| 5代内の近親交配           | Hail to Reason 4×5、Lyphard 4×5、Northern Dancer 5×5 | Hail to Reason 4×5、Lyphard 4×5、Northern Dancer 5×5 | Hail to Reason 4×5、Lyphard 4×5、Northern Dancer 5×5 | [ § 3 ]          |
| 出典                      | 1. 2. 3.                                             | 1. 2. 3.                                             | 1. 2. 3.                                             | 1. 2. 3.         |